# 李款
李款（?—?），字言源，唐朝官员。
长庆初年中进士第，与李中敏同时为侍御史。郑注自邠宁节度使入朝，李款伏阁上奏弹劾郑注：“郑注内通敕使，外结朝臣，往来两地，谋取贿赂。”唐文宗不听。郑注逐渐当权，李款也被驱逐。甘露之变，郑注遇害。李款官至仓部员外郎、谏议大夫，出为苏州刺史，转任洪州刺史、江西观察使。李款在澶王傅任上去世。